# أدهم السمان
أدهم بن زاكي السمان (1924 - 1997)، عالم فيزيائي ورياضي سوري، حاصل على دكتوراه في الفيزياء النووية من فرنسا عام 1958. وباحث ومترجم، وشاعر أديب.

## حياته

### طفولته وتعليمه
ولد أدهم في حماة في عام 1924 وترعرع فيها. أنهى تعليمه الابتدائي، وتابع دراسته الثانوية إلى أن حصل على البكالوريا الأولى في حماة، ثم انتقل إلى دمشق فحصل فيها على البكالوريا الثانية (فرع الرياضيات) في عام 1945. انتسب في عام 1946 إلى جامعة بيروت الأمريكية لدراسة اللغة الإكليزية، وانتقل في خريف عام 1946 إلى دمشق للدراسة في كلية العلوم المحدثة لدى افتتاحها. تردد في بداية دراسته الجامعية ما بين الفيزياء والطب ثم استقر على دراسة الطب تلبية لرغبة والده. بعد حصوله على شهادة دراسة عالية في الفيزياء والكيمياء والبيولوجيا، أرسله والده إلى فرنسا ليتابع فيها دراسة الطب، فعاد هناك، في جامعة ستراسبورغ، إلى الفيزياء التي استحوذت عليه. بعد أن حصل على الإجازة في العلوم الفيزيائية، تابع دراسته في الفيزياء النووية وحصل على دكتوراه الدولة في العلوم الفيزيائية في عام 1958، وكلف التدريس في دكتوراه الحلقة الثالثة في جامعة ستراسبورغ في العام 1959-1958.

### الشعر والترجمة

نشأ أدهم في بيئة عربية التقاليد إسلامية. فقد ختم القرآن وهو في الصـف السابع، وأولع بالشعر وتغنى به، ولعله ورث هذا الولع عن أمه التي كانت تروي الشعر في مجالسها مع جاراتها. نظم الشعر سماعا قبل دراسته العروض، وهو طالب في الصف السابع أيضا، وحفظ روائع الشعر العربي قديمه وحديثه وترجم وراسل أصدقاءه وسجل أجمل ذكريات أيامه معهم شعرا. وانضم إلى اتحاد الكتاب العرب وسمي عضوا في هيئة تحرير مجلة التراث العربي التي يصدرها الاتحاد. اجتمع فيه شغفه بالفيزياء وولعه باللغة العربية، وسعة إطلاعه علـى آدابها، وإتقانه اللغتين الفرنسية والإنكليزية، فتدفق عطاؤه غزيرا في التعريب فكان رائدا فيـه بحق. بدأ توجهه إلى الترجمة والتعريب في عام 1962 حينما شارك في ترجمة مؤلف فلوري وماتيو الموسع في الفيزياء العامة والتجريبية، الذي نشره المجلس الأعلى للعلوم في ثمانية أجزاء.
راجع ترجمة عدة كتب كان آخرها كتاب «البحث عن اللانهاية» لفريزر وآخرين. وشارك في نقل معجم «مصطلحات العلوم والتكنولوجيا» لماكروهيل من الإنكليزية إلى العربية، كما شارك في مسيرات نهضة التعريب في سورية ومصر ولبنان والجزائر والكويت، وفي تعريب التعليم في الجامعات، وفي تطوير التعليم العالي، وفي نقل الثقافة العلمية. ووضع هذا كله بين أيدي جماهير غفيرة من الأمة العربية بلغة سهلة فصيحة، في الكتب التي ترجمهاوفي بعض الدوريات العربية، حتى لا يكاد يخلو عدد مـن مجلتي العلوم الكويتية وعالم الذرة السورية مما يؤلف أو يترجم.

### حياته العلمية
عمل بعدئذ باحثًا زائرًا طوال عام 1960 في المنظمة الأوروبية للأبحاث النووية في جنيف، ثم عاد إلى الوطن في عام 1961 وعين مدرسا في كلية العلوم بجامعة دمشق وارتقى فيها إلى وظيفة أستاذ، وثابر على العطاء. نشر بحوثًا عدة في الفيزياء النووية في أثناء تحضيره الدكتوراه، وفي المنظمة الأوروبية للأبحاث النووية في جنيف بسويسرا، وفي المركز الوطني للبحوث العلمية في فرنسا الذي كان يعمل فيه بصفته أستاذ أبحاث في العام الجامعي 1967-1966. ألف كتابا في الضوء الهندسي، وأخر في الكهرطيسية لطـلاب الإجازة في العلوم الفيزيائية، نشرتهما جامعة دمشق. نشر في مجلة عالم الذرة السورية عدة مقالات من تأليفه. نال في وطنه جائزة الدولة للعلوم في عام 1965، وتولى وكالة الشؤون العلمية في كلية العلوم، ورئاسة تحرير مجلة «عالم الذرة»، التي تصدرها هيئة الطاقة الذرية السورية، مدة عـامين. ظل مستشارا علميا للهيئة منذ عام 1973 حتى وفاته.

## أعماله الأدبية

### ترجمات
ترجم منذ عام 1978 كتبا قيمة لأئمة الفيزياء في القرن العشرين منها:
- «الأرض والسماء» لفولكوف،
- «طبيعة قوانين الفيزياء» لريتشارد فاينمان
- «النسبية» لألبرت أينشتاين، نشره معهد الدراسات العسكرية بدمشق سنة 1985.[2]
- «فيزياء وفلسفة» لفيرنر هايزنبيرغ،
- «تطور الأفكار في الفيزياء» لألبرت أينشتاين وإنفلـد،
- «كيف أرى العالم» لألبرت أينشتاين،
- «المثل العليا والواقع» لعبد السلام،
- «المكان والزمان فـي العالم الكوني الحديث» لريموند ديفيس،
- «موجز تاريخ الزمن» لستيفن هوكينغ،
- «الأوتار الفائقة» لريموند ديفيس وبراون،
- «مع القفزة الكمومية» لوولف،
- «عجائب الضوء والمـادة» لريتشارد فاينمان،
- «أحلام الفيزيائيين» لستيفن واينبرج،

## وفاته
لما شعر بالمرض، وكان يترجم أو يراجع مقالة عهدت بها إليه إدارة مجلة «العلوم» الكويتية، تابع عمله رابط الجأش، ولم يمض للمعالجة في فرنسا إلا بعد أن أنجز ما عهد إليه به، على الرغم من تحذير الأطباء، فتعجله المرض وتمكن منه وهو ما زال في عطائه، وتوفي في دمشق، إثر مرض عضال يوم الأربعاء 3 ذو القعدة 1417هـ الموافق 12 مارس (آذار) عام 1997م. 
ونعَته الهيئات العلمية في سوريا والكويت.